# Lagrein
Il Lagrein è un vitigno a bacca nera autoctono dell'Alto Adige. Viene vinificato come rosso o rosato (Kretzer). Il terreno prediletto dal vitigno è di tipo calcareo-argilloso con un sottosuolo ghiaioso; il grappolo ha una dimensione media con forma tendente al piramidale. Il Lagrein è molto sensibile all'attacco degli acari e a volte può essere infettato da peronospora ed oidio.
Analisi genetiche dimostrano nell'Italia del Nord una stretta parentela con il Teroldego e il Marzemino. Vi sono inoltre legami con Syrah, Dureza e Mondeuse Blanche.

## Storia
Fino al XVIII secolo con "Lagrein" di solito si indicava il Lagrein bianco, che è stato probabilmente fin dal Medioevo la più importante varietà nei dintorni di Bolzano. Indicato come "Lagrinum bonum" in un atto di Termeno nel 1379, una fonte di Bolzano nel 1498 nota esplicitamente il buon Lagrein bianco ("gueten weissen Lagrein"), mentre una del 1420 cita il "lægrein wein", sempre a Bolzano. Il Lagrein Rosso ("rot lagrein") trova la prima nominazione nel programma tirolese di Michael Gaismair del 1525.

## Coltivazione
Le coltivazioni principali sono nelle aree intorno a Bolzano e nel quartiere di Gries, scomparse nel corso degli ultimi cento anni a causa della forte espansione della città. Negli ultimi decenni si è espansa la coltivazione nelle zone orientali di Bolzano (Piani e Rencio) e nel comune di Ora. Soltanto dagli anni novanta il Lagrein viene commercializzato soprattutto come monovitigno rosso. Nel 2009 questa varietà è stata coltivata da 877 aziende su 416 ettari. 25.000 ettolitri di vino sono stati vinificati come rosso e 3.200 ettolitri come rosato (Kretzer).
Se ne ottengono i vini D.O.C.: 
- Alto Adige Lagrein, rosso nella versione storica (anche con la menzione riserva) e nella versione rosato;
- Trentino Lagrein

Fuori dal territorio italiano, il vitigno è coltivato in Australia, la cui prima vinificazione risale al 1991. Dal 2000 un gruppo di circa quindici aziende australiane  vende vini varietali puri. In America esiste qualche piantagione, in California e nell'Oregon. I vini solitamente non sono commercializzati come Lagrein in purezza. In Germania è presente una coltivazione nella regione vinicola Mosella.

## Sinonimi
Il vitigno Lagrein è anche conosciuto sotto il nome Blauer Lagrain, Burgundi Lagrein, Lagrain, Lagrino e Lagroin.